# Movimento Democrático (França)
O Movimento Democrático (em francês: Mouvement démocrate, MoDem) é um partido político da França, criado a partir da União pela Democracia Francesa, por François Bayrou, após a sua forte votação nas Eleição presidencial da França em 2007.
Fundado em 2007, o partido era, inicialmente, para se chamar Partido Democrata, mas, por causa de já haver um pequeno partido com esse nome na França, o partido ficou com o nome de Movimento Democrático.
Ideologicamente, o partido situa-se no centro, seguindo uma linha liberal, próxima do social-liberalismo e do liberalismo económico, bem como, próxima da Terceira Via, elogiada por François Bayrou. O MoDem também se destaca por ser um forte defensor da União Europeia, estando a favor do federalismo europeu.
Com o aparecimento de Emmanuel Macron e do seu movimento Renascimento, o partido declarou o seu apoio à candidatura de Macron, entrando numa aliança eleitoral e governativa com o partido de Macron.

## Resultados eleitorais

### Eleições presidenciais
| Data | Candidato apoiado | 1ª Volta | 1ª Volta  | 1ª Volta     | 2ª Volta | 2ª Volta   | 2ª Volta     |
| Data | Candidato apoiado | CI.      | Votos     | %            | CI.      | Votos      | %            |
| ---- | ----------------- | -------- | --------- | ------------ | -------- | ---------- | ------------ |
| 2012 | François Bayrou   | 5.º      | 3 275 122 | 9,1 / 100,0  |          |            |              |
| 2017 | Emmanuel Macron   | 1.º      | 8 656 346 | 24,0 / 100,0 | 1.º      | 20 743 128 | 66,1 / 100,0 |

### Eleições legislativas
| Data | 1ª Volta | 1ª Volta  | 1ª Volta    | 1ª Volta | 2ª Volta | 2ª Volta  | 2ª Volta    | 2ª Volta | Deputados | +/- | Status   |
| Data | CI.      | Votos     | %           | +/-      | CI.      | Votos     | %           | +/-      | Deputados | +/- | Status   |
| ---- | -------- | --------- | ----------- | -------- | -------- | --------- | ----------- | -------- | --------- | --- | -------- |
| 2007 | 3.º      | 1 981 107 | 7,6 / 100,0 |          | 8.º      | 100 115   | 0,5 / 100,0 |          | 3 / 577   |     | Oposição |
| 2012 | 9.º      | 458 046   | 1,8 / 100,0 | 5,8      | 14.º     | 113 196   | 0,5 / 100,0 | Estável  | 2 / 577   | 1   | Oposição |
| 2017 | 7.º      | 932 227   | 4,1 / 100,0 | 2,3      | 4.º      | 1 100 790 | 6,1 / 100,0 | 5,6      | 42 / 577  | 40  | Governo  |
| 2022 | Ensemble | Ensemble  | Ensemble    | Ensemble | Ensemble | Ensemble  | Ensemble    | Ensemble | 48 / 577  | 6   | Governo  |
| 2024 | Ensemble | Ensemble  | Ensemble    | Ensemble | Ensemble | Ensemble  | Ensemble    | Ensemble | 33 / 577  | 15  |          |

### Eleições europeias
| Data | CI.          | Votos        | %            | +/-          | Deputados    | +/- | Notas           |
| ---- | ------------ | ------------ | ------------ | ------------ | ------------ | --- | --------------- |
| 2009 | 4.º          | 1 455 841    | 8,5 / 100,0  |              | 6 / 726 / 74 |     |                 |
| 2014 | 4.º          | 1 884 565    | 9,9 / 100,0  | 1,4          | 4 / 74       | 2   | Aliança com UDI |
| 2019 | Renascimento | Renascimento | Renascimento | Renascimento | 5 / 74       | 1   |                 |